# Enneanectes boehlkei
 Enneanectes boehlkei és una espècie de peix de la família dels tripterígids i de l'ordre dels perciformes.

## Morfologia
- Els mascles poden assolir 4 cm de longitud total.[1][2]

## Hàbitat
És un peix marí, de clima subtropical i associat als esculls de corall.

## Distribució geogràfica
Es troba a l'Atlàntic occidental: des del sud-est de Florida (Estats Units), Bahames i Yucatán (Mèxic) fins a Veneçuela i Tobago.

## Observacions
És inofensiu per als humans.